# Kristin Størmer Steira
Kristin Størmer Steira, norveška smučarska tekačica, * 30. april, 1981, Mo i Rana, Nord-Norge, Norveška.
Kristin Størmer Steira je bila skupaj z Vibeke Skofterud, Therese Johaug in Marit Bjørgen olimpijska prvakinja v štafetnem teku na 4x5 km na Zimskih olimpijskih igrah 2010. V enaki postavi je Norveška štafeta osvojila tudi naslov svetovnih prvakinj na svetovnem prvenstvu v Oslu leta 2011.